# Rhyzodiastes denticauda
Rhyzodiastes denticauda es una especie de escarabajo terrestre, categorizada en la tribu Clinidiini, de la subfamilia Rhysodinae.
La especie mide 6,8-7 mm de longitud (0,27-0,28 pulgadas). Cuenta con un estilete antenal de forma cónica, segmentos antenales externos muy cortos, gruesos y cilíndricos, surcos frontales lisos y ojos relativamente cortos.

## Taxonomía
Se atribuye su descripción a los entomólogos de origen estadounidense Ross Taylor Bell y Joyce Elaine Rockenbach Bell, quienes la citaron por primera vez en 1985. La especie aparece registrada en la sección Rhysodini of the world. Part IV. Revision of Rhyzodiastes FAIRMAIRE and Clinidium KIRBY, with new species in other genera (Coleoptera: Carabidae or Rhysodidae) de Quaestiones Entomologicae, 21: 1-172, publicada por Bell, R.T. y Bell, J.R. en 1985.

## Distribución
Se distribuye por Asia, en Indonesia, en la isla de Borneo.